# Lijst van burgemeesters van Waspik
Dit is een lijst van burgemeesters van de voormalige Nederlandse gemeente Waspik tot die gemeente op 1 januari 1997 samen met Waspik opging in de gemeente Waalwijk.
| Ambtsperiode  | Naam burgemeester            | Partij of stroming | Bijzonderheden |
| ------------- | ---------------------------- | ------------------ | --- |
| 18?? - 1826?  | C.H. Schoenmakers            |                    | |
| 1826? - 1833? | Hendricus Johan Schoenmakers |                    | |
| 1833 - 1846   | Marcelis Adriaanse de Jongh  |                    | |
| 1846 - 1851   | G.B.H. Schoenmakers          |                    | |
| 1851 - 1874?  | J. van Zeeland               |                    | |
| 1874 - 1876   | F.M. Gescher                 |                    | later burgemeester van Grave en Oosterhout                                                                                             |
| 1876 - 1881   | H.J.H. Libourel              |                    | later burgemeester van Duiven |
| 1881 - 1905   | F. Kamp Az.                  |                    | |
| 1905 - 1945   | Piet (P.N.) Dekkers          |                    | |
| 1945 - 1947   | C.G. van Zijl                |                    | waarnemend; later burgemeester van Geffen                                                                                              |
| 1947 - 1956   | Jan (J.C.M.) Couwenberg      |                    | |
| 1957 - 1963   | Louis (L.M.J.) van Erp       | KVP                | later burgemeester van Loon op Zand en Geldrop; schoonvader Thomassen was burgemeester van Heer, Cadier en Keer, Kerkrade en Den Bosch |
| 1964 - 1981   | Henk (H.C.) Welling          |                    | |
| 1981 - 1986   | Bert (L.H.F.M.) Janssen      | PvdA               | later burgemeester van Echt en Landgraaf                                                                                               |
| 1987 - 1997   | Bert (L.M.) Oord             | PvdA               | later (waarnemend) burgemeester van Hilvarenbeek, Kessel en Beesel                                                                     |